# Joel Mvuka
Joel Mugisha Mvuka (* 12. November 2002 in Bergen) ist ein norwegisch-burundischer Fußballspieler, der beim FC Lorient unter Vertrag steht.

## Karriere

### Verein
Mvuka spielte ab 2016 bei Åsane Fotball in Norwegen. In der Saison 2019 spielte er bereits zweimal in der dritten norwegischen Liga und schaffte über die Relegation den Aufstieg in die OBOS-ligaen. Am 4. November 2020 debütierte er im Profibereich in der zweithöchsten norwegischen Spielklasse nach Einwechslung am 25. Spieltag. 2020 spielte er sechs Ligaspiele und scheiterte erst in der Aufstieg-Relegation am direkten Durchstart in die Eliteserien. Bis Ende Juli 2021 kam er zu weiteren zwölf Einsätzen in der OBOS-ligaen.
Anschließend wechselte er in die Eliteserien zum FK Bodø/Glimt. Mitte August 2021 wurde er bei einem 1:0-Sieg über den Lillestrøm SK spät eingewechselt und gab somit sein Erstligadebüt. Bis zum Jahresende spielte er acht Ligapartien und wurde mit der Mannschaft norwegischer Meister. Am 16. September 2021 (1. Spieltag) spielte er in der Conference League gegen Sorja Luhansk das erste Mal international. Nachdem er mit dem Team im Viertelfinale ausgeschieden war, schoss er Mitte Mai (6. Spieltag) gegen Tromsø IL sein erstes Tor überhaupt als Profi. Er kam neunmal in der Conference League zum Einsatz und spielte  in der Saison 2022 26 Mal, wobei er zweimal traf und neun Treffer auflegte. Nach der gescheiterten Champions-League-Qualifikation spielte Mvuka 2022/23 alle sechs Gruppenspiele in der Europa League. Bereits im Januar wechselte er nach Frankreich zum FC Lorient, wurde jedoch für ein halbes Jahr noch an Bodø/Glimt verliehen. In der Ligaspielzeit 2023 kam er bis Ende Juni auf zwölf Einsätze, drei Tore und drei Vorlagen.
Anschließend wechselte er fest in die französische Ligue 1 zum FC Lorient. Dort debütierte er am dritten Spieltag bei einem 4:1-Sieg über den OSC Lille nach einer Einwechslung in der 76. Minute. Doch nach nur sieben Partien wurde er in der Winterpause bis zum Saisonende an den BSC Young Boys in der Schweiz verliehen, mit denen er den Meistertitel feierte. Da die Kaufoption nicht gezogen wurde, kehrte er wieder nach Frankreich zurück.

### Nationalmannschaft
Mvuka spielt seit 2021 für diverse Juniorenmannschaften Norwegens und ist aktuell für dessen U-21-Auswahl in der EM-Qualifikation aktiv.

## Familie
Joel Mvuka ist der Bruder von Nishimwe Beltran Mvuka, der aktuell für Sandefjord Fotball in der norwegischen Eliteserien spielt.

## Erfolge
FK Bodø/Glimt
- Norwegischer Meister: 2021, 2023

BSC Young Boys
- Schweizer Meister: 2023/24